# Département de Sauce
Pour les articles homonymes, voir Sauce (homonymie).
Le département de Sauce est une des 25 subdivisions de la province de Corrientes en Argentine. Son chef-lieu est la ville de Sauce.
Le département a une superficie de 1 760 km2. Sa population s'élevait à 9 151 habitants en 2001.

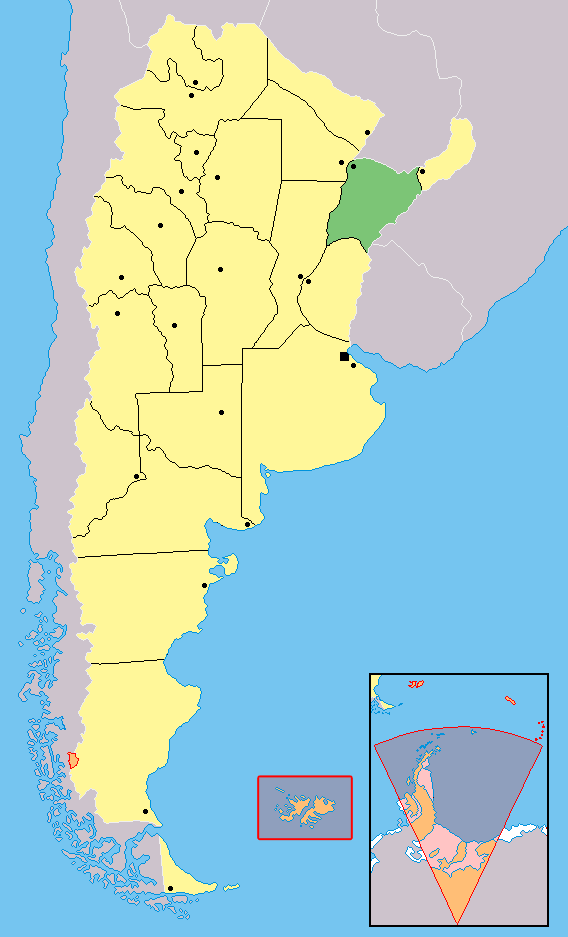
Localisation de la province de Corrientes en Argentine.